# Lin-28
lin-28 (auch lin28) ist ein Entwicklungsgen, das in den Zellen der meisten vielzelligen Tiere vorkommt. Seine Position im Humangenom ist auf Chromosom 1, Location 1p36.11. Das Proteinprodukt von lin-28 ist ein evolutionär hoch konserviertes, RNA-bindendes Protein, das durch microRNAs reguliert wird und eine Bedeutung in der zeitlichen Steuerung der Embryonalentwicklung von Caenorhabditis elegans hat. Der Name für das Gen kommt aus dem Englischen und steht für "cell lineage abnormal 28" ("abnormale Zellabstammung 28").
Das Proteinprodukt ist ein sogenannter Transkriptionsfaktor (TF), der die Ablesung anderer Gene bewirkt. Der TF enthält eine Zinkfinger- und eine Kälteschock-Domäne (engl. cold shock domain, csd).
Nach dem Abschluss der Entwicklung des Organismus wird lin-28 komplett abgeschaltet.
Das Gen dient als Marker für undifferenzierte humane embryonale Stammzellen und wird in der Biotechnologie genutzt, um künstliche Stammzellen (induzierte pluripotente Stammzellen) herzustellen. Es codiert für ein zytoplasmatisches mRNA-bindendes Protein, das die Translation der mRNA von einem anderen Gen,  Igf2, unterstützt.
Es konnte außerdem gezeigt werden, dass lin-28 an Vorstufen einer nichtcodierenden RNA, die an der Steuerung von Entwicklungsprozessen beteiligt ist (Let-7), bindet und so die Produktion des reifen let-7-Moleküls in embryonalen Stammzellen der Maus blockiert.